# Folkparca
Folkparca är en dubbelruffad motorbåt som började tillverkas av AB Svenska Järnvägsverkstäderna (ASJ), som hade planer på att tillverka cirka 1 000 båtar. Fisksätra varv tog över tillverkningen av denna båt 1972 och förändrade delvis skrovets utförande för att förbättra dess egenskaper. Totalt tillverkades ungefär 600 båtar, varav ett antal hos ASJ, de flesta på Fisksätra varv (Parca Marin) och några i Västervik. De såldes med tre motoralternativ: en dieseldriven inombordsmotor (ursprungligen Volvo Penta MD2 senare MD11C), en bensindriven inombordare (Volvo Penta MB20) eller en bensindriven inombordare med drev (Volvo Penta AQ115). Den sistnämnda byggdes med ett planande skrov.